# Die Mutter (1926)
Die Mutter ist ein sowjetischer Spielfilm von Wsewolod Pudowkin aus dem Jahr 1926.

## Handlung
Der Film zeigt eine Arbeiterfamilie in Sankt Petersburg im Revolutionsjahr 1905. Zwischen dem alkoholabhängigen Vater und dem Sohn der Familie Wlassow gibt es innerfamiliäre Spannungen, beide sind zudem politisch auf verschiedenen Seiten aktiv. Sohn Pawel versteckt Schusswaffen im Haus und bereitet in der Arbeiterbewegung einen Streik vor, der Vater ist gegen die Revolutionäre.
Als es auf dem Fabrikgelände zu Auseinandersetzungen zwischen den streikwilligen jungen Arbeitern und den älteren Beschäftigten kommt, die Streiks ablehnen, stellt der Vater seinen Sohn als einen der Aufrührer fest. In der anschließenden Verfolgung der jungen Arbeiter durch Militär wird der Vater erschossen. Mit dem aufgebahrten Leichnam im Haus bittet die Mutter Pawel von seinen aufrührerischen Aktivitäten Abstand zu nehmen, sonst werde auch er noch erschossen werden.
Bei der anschließenden Hausdurchsuchung durch Soldaten verrät die Mutter das Waffenversteck ihres Sohnes. Man hatte zuvor versprochen, er würde dafür straffrei bleiben. Pawel wird abgeführt und ins Gefängnis gesteckt. Der Gerichtsprozess ist eine Farce, Pawel wird zu harter Zwangsarbeit verurteilt. Auf der Treppe vor dem Gericht bittet die Mutter ihren Sohn um Vergebung.
Sie stellt sich nun auf die Seite der Aufständischen und schmuggelt ihrem Sohn eine Nachricht der Revolutionäre ins Gefängnis, die die Befreiung der Insassen anlässlich des Marsches zum Ersten Mai ankündigt. In den Wirren um die Mai-Demonstranten gelingt Pawel die Flucht aus dem Gefängnis. Er stellt sich an die Spitze des Marsches und trägt die Rote Fahne. Als er von Soldaten erschossen wird, übernimmt die Mutter die Fahne. Während die Demonstranten vor der zaristischen Kavallerie fliehen, bleibt die Mutter mit der Fahne in der Hand stehen, ungerührt von dem um sie herum Geschehenden. Schließlich wird sie von Pferden niedergetrampelt und stirbt.

## Hintergründe
Der Film hatte seine Premiere am 11. Oktober 1926. Er basiert auf dem gleichnamigen Roman von Maxim Gorki und ist der erste Film aus Pudowkins „Revolutions-Trilogie“; ihm folgten Das Ende von Sankt Petersburg (1927) und Sturm über Asien (1928).
Die Bauten des Films stammen von Sergei Koslowski.
1968 wurde Die Mutter in den Mosfilm-Studios restauriert und eine Tonspur mit Musik von Tichon Chrennikow hinzugefügt.

## Kritik
„Pudowkins Stummfilmadaption des Gorki-Romans bedient sich auf geniale Weise dramatischer, lyrischer und agitatorischer Ausdrucksmittel, die zu musikalischen Strukturen organisiert sind und in einer furiosen Hymne auf die Macht der revolutionären Veränderung gipfeln. Obwohl die private Geschichte in symbolischer Verknappung zur politischen Parabel stilisiert wird, bleiben die eindrucksvollen Bildmetaphern Bestandteil der Handlung und lassen den Darstellern Raum zur psychologischen Vertiefung der Charaktere, die weit mehr als bloße sozialistische Modelltypen sind.“

„Die Verfilmung des gleichnamigen Romans von Gorki gehört zu den filmkünstlerisch richtungsweisenden Werken der russischen Stummfilmzeit.“